# BMC Racing Team/Saison 2010
Dieser Artikel listet Erfolge und Mannschaft des BMC Racing Teams in der Saison 2010 auf.

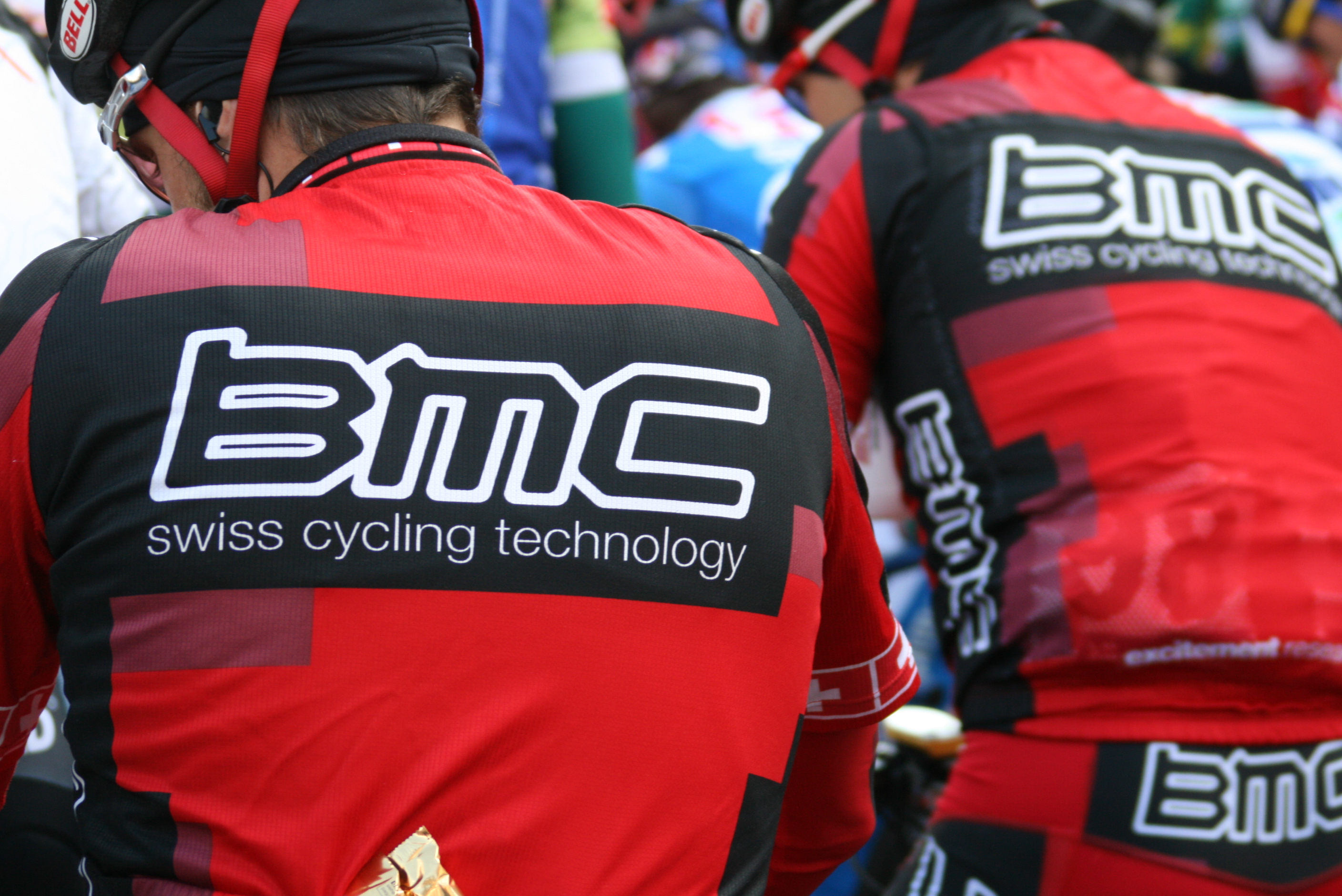
Das Team-Trikot der Saison 2010

## Erfolge beim UCI World Calendar
Bei den Rennen des UCI World Calendar im Jahr 2010 gelangen dem Team nachstehende Erfolge.
| Datum     | Rennen                   | Fahrer           |
| --------- | ------------------------ | ---------------- |
| 21. April | Flèche Wallonne          | Cadel Evans      |
| 15. Mai   | 7. Etappe Giro d’Italia  | Cadel Evans      |
| 16. Juni  | 5. Etappe Tour de Suisse | Marcus Burghardt |
| 18. Juni  | 7. Etappe Tour de Suisse | Marcus Burghardt |

## Zugänge – Abgänge
| Zugänge                  | Team 2009           | Abgänge                     | Team 2010    |
| ------------------------ | ------------------- | --------------------------- | ------------ |
| Steve Morabito           | Astana              | Antonio Cruz                | Unbekannt    |
| Michael Schär            | Astana              | Steve Bovay                 | Unbekannt    |
| Alessandro Ballan        | Lampre-N.G.C.       | Jonathan Garcia             | Unbekannt    |
| Mauro Santambrogio       | Lampre-N.G.C.       | Ian McKissick               | Unbekannt    |
| Cadel Evans              | Silence-Lotto       | Taylor Tolleson             | Unbekannt    |
| Marcus Burghardt         | Team Columbia-HTC   | Alexandre Moos (bis 20.06.) | Karriereende |
| George Hincapie          | Team Columbia-HTC   | Thomas Frei (bis 31.08.)    | Dopingsperre |
| Karsten Kroon            | Team Saxo Bank      |                             |              |
| Alexander Kristoff       | Joker Bianchi       |                             |              |
| John Murphy              | OUCH-Maxxis         |                             |              |
| Simon Zahner             | Bürgis Cycling Team |                             |              |
| Chris Barton             | Neoprofi            |                             |              |
| Chris Butler (ab 16.04.) | Neoprofi            |                             |              |

## Mannschaft
| Name               | Geburtstag         | Nationalität       |              |
| ------------------ | ------------------ | ------------------ | ------------ |
| Alessandro Ballan  | 6. November 1979   | Italien            |              |
| Chris Barton       | 7. Juni 1988       | Vereinigte Staaten |              |
| Chad Beyer         | 15. August 1986    | Vereinigte Staaten |              |
| Brent Bookwalter   | 16. Februar 1984   | Vereinigte Staaten |              |
| Marcus Burghardt   | 30. Juni 1983      | Deutschland        |              |
| Chris Butler       | 16. Februar 1988   | Vereinigte Staaten |              |
| Cadel Evans        | 14. Februar 1977   | Australien         |              |
| Mathias Frank      | 9. Dezember 1986   | Schweiz            |              |
| George Hincapie    | 29. Juni 1973      | Vereinigte Staaten |              |
| Martin Kohler      | 17. Juli 1985      | Schweiz            |              |
| Alexander Kristoff | 5. Juli 1987       | Norwegen           |              |
| Karsten Kroon      | 29. Januar 1976    | Niederlande        |              |
| Jeff Louder        | 8. Dezember 1977   | Vereinigte Staaten |              |
| Steve Morabito     | 30. Januar 1983    | Schweiz            |              |
| John Murphy        | 15. Dezember 1984  | Vereinigte Staaten |              |
| Scott Nydam        | 9. April 1977      | Vereinigte Staaten |              |
| Mauro Santambrogio | 7. Oktober 1984    | Italien            |              |
| Michael Schär      | 29. September 1986 | Schweiz            |              |
| Florian Stalder    | 13. September 1982 | Schweiz            |              |
| Jackson Stewart    | 30. Juni 1980      | Vereinigte Staaten |              |
| Danilo Wyss        | 26. August 1985    | Schweiz            |              |
| Simon Zahner       | 6. März 1983       | Schweiz            |              |
| Stagiaires         | Stagiaires         | Nationalität       | Nationalität |
| Cole House         | Cole House         | Vereinigte Staaten |              |